# Stipagrostis dinteri
Stipagrostis dinteri är en gräsart som först beskrevs av Eduard Hackel, och fick sitt nu gällande namn av De Winter. Stipagrostis dinteri ingår i släktet Stipagrostis och familjen gräs. Inga underarter finns listade i Catalogue of Life.